# Kanjevina
Kanjevina (cyr. Кањевина) – wieś w Serbii, w okręgu zlatiborskim, w gminie Sjenica. W 2011 roku liczyła 67 mieszkańców.